# Assedio di Sebastopoli (1941-1942)
L'assedio di Sebastopoli del 1941-1942 si svolse durante la seconda guerra mondiale nella penisola di Crimea, nel corso dei combattimenti sul fronte orientale, tra le truppe tedesche della Wehrmacht, supportate da reparti dell'Esercito rumeno, e la forte guarnigione dell'Armata Rossa asserragliata nelle poderose posizioni fortificate che difendevano l'importante base navale di Sebastopoli.
L'11. Armee tedesca, guidata dal generale Erich von Manstein sferrò un primo attacco in forze contro la piazzaforte nell'autunno 1941 che tuttavia dovette essere interrotto a causa dell'accanita resistenza sovietica e per l'intervento di riserve dell'Armata Rossa attraverso la penisola di Kerč.
Dopo l'inverno, i tedeschi ripresero l'iniziativa a maggio 1942 e infine al termine di un mese di violenti e sanguinosi combattimenti ravvicinati, le esperte divisioni della 11. Armee riuscirono, con l'aiuto di intensi attacchi aerei e del fuoco dell'artiglieria pesante, a conquistare la fortezza di Sebastopoli nonostante la tenace difesa della guarnigione sovietica che oppose forte resistenza fino all'ultimo. La Wehrmacht ottenne quindi una importante vittoria strategica e propagandistica ma molte divisioni della 11. Armee uscirono fortemente indebolite a causa delle perdite subite nei logoranti combattimenti. Il generale von Manstein ricevette la promozione a feldmaresciallo per la conquista di Sebastopoli.
Nonostante la sconfitta finale, in Unione Sovietica l'assedio di Sebastopoli venne esaltato dalla propaganda come esempio della tenace volontà di resistenza dei soldati e dei popoli sovietici di fronte all'invasore tedesco; la città di Sebastopoli nel 1945 avrebbe ricevuto il titolo onorifico di città eroina.

## Storia
Nella pianificazione originaria dell'operazione Barbarossa, la penisola di Crimea aveva costituito uno degli obiettivi prioritari per la Wehrmacht sia per motivazioni di tipo offensivo come punto di partenza per l'invasione del Caucaso attraverso lo stretto di Kerč' in connessione con un'avanzata principale per la via di Rostov, sia di tipo difensivo; si temeva infatti che la Crimea avrebbe potuto costituire una specie di portaerei per l'aviazione sovietica da cui sferrare attacchi strategici contro la Romania e in particolare contro i preziosi pozzi di petrolio di Ploiești.
Nei piani dell'OKW (il comando supremo della Wehrmacht), l'offensiva d'estate si sarebbe dovuta concludere con la conquista del Caucaso. C'era però una possibile minaccia al fianco destro della Wehrmacht: il porto-fortezza di Sebastopoli, in Crimea, base della flotta del Mar Nero. Dopo una serie di falliti contrattacchi russi, alla fine di maggio del 1942 la città era completamente circondata dell'11ª Armata tedesca (gruppo d'armate sud). La città era difesa da tre linee di fortificazioni: la prima formata da campi minati e fossati anticarro, la seconda, che si estendeva dal golfo di Severnaja alla valle del Belbek, formata da una serie di enormi forti (ribattezzati dai tedeschi con nomi come: Stalin, Siberia, Maksim Gorkij I e Maksim Gorkij II) con cannoni fino ai 305 mm e infine la terza linea con trincee e nidi di mitragliatrici.

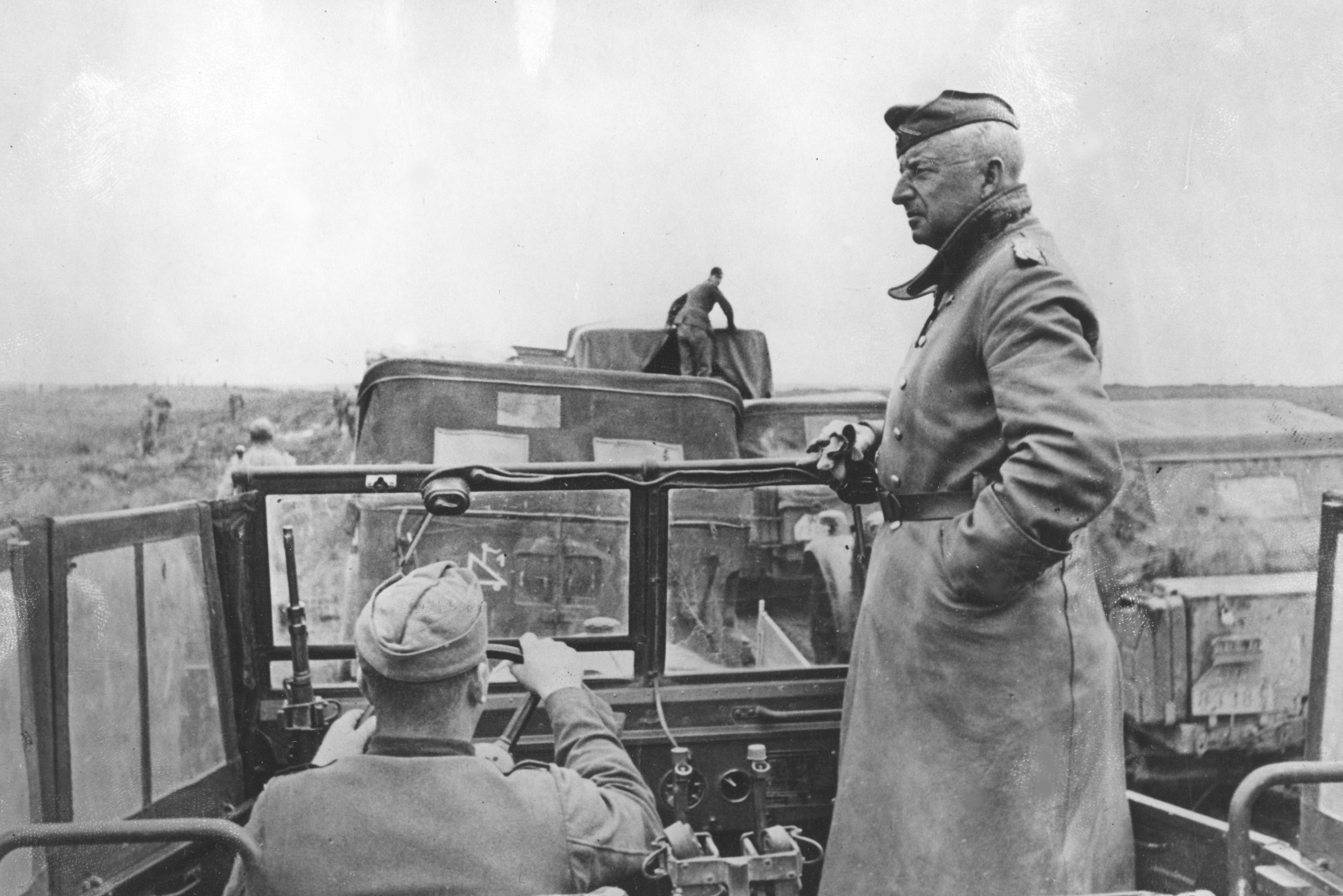
Il generale Erich von Manstein, comandante in capo delle forze dell'Asse in Crimea.

La difesa della città era affidata a sette divisioni di fucilieri, una di cavalleria appiedata, due brigate di fanteria, tre brigate di fucilieri di marina, dieci reggimenti d'artiglieria, un reggimento di artiglieria controcarri, 45 gruppi d'artiglieria di marina e varie formazioni minori per un totale complessivo di 106000 uomini.
Sul versante opposto l'Asse schierava sette divisioni tedesche (XI Armata), e due rumene, comandate dal generale Erich von Manstein, per un totale di circa 203000 uomini appoggiati da ingenti forze aeree, corazzate e d'artiglieria, che comprendeva alcuni fra i più grandi pezzi della storia militare.
Alla metà di aprile il generale von Manstein si recò al quartier generale di Hitler a Rastenburg; il comandante dell'armata descrisse i suoi piani per l'assalto alla fortezza e il Fuhrer apparve interessato ai dettagli operativi e tattici senza interferire direttamente sulla pianificazione. Hitler soprattutto, ricordando le sue esperienze dirette nella prima guerra mondiale, evidenziò con il generale von Manstein l'importanza decisiva della potenza di fuoco e quindi la necessità di concentrare contro la fortezza di Sebastopoli il massimo possibile di artiglieria e forze aeree; il comandante tedesco sostanzialmente avrebbe applicato questi consigli concreti del Fuhrer.
A partire dal 20 maggio 1942 l'artiglieria tedesca intensificò i bombardamenti sulla città, negli ultimi 25 giorni dell'assedio vennero riversate sulla città trentamila tonnellate di proiettili, mentre la Luftwaffe effettuò 25000 sortite, sganciando 125000 bombe.

### Secondo attacco
Il 2 giugno iniziò il bombardamento preliminare, con l'ausilio di 208 batterie. Il 7 giugno la fanteria andò all'assalto, massicciamente sostenuta dall'aviazione, che in alcuni settori del fronte, compì incursione di 200-250 aerei alla volta. L'attacco principale venne sferrato dal LIV Corpo d'armata nel settore settentrionale con quattro divisioni di fanteria, un reggimento di riserva e due brigate di cannoni d'assalto; contemporaneamente il XXX Corpo d'armata, schierato a est e a sud di Sebastopoli, iniziò i movimenti per raggiungere le posizioni di partenza con altre tre divisioni tedesche e alcuni reparti rumeni. Nonostante il fuoco distruttivo dell'artiglieria, la fanteria tedesca dovette subito combattere aspramente per snidare i soldati sovietici superstiti che difesero coraggiosamente le loro posizioni.
Il 12 giugno la marina russa fece sbarcare 3000 fucilieri che vennero subito impegnati nei combattimenti. Tuttavia la disparità di forze era tale da rendere vani questi successi, e gradualmente le piazzeforti russe vennero espugnate.

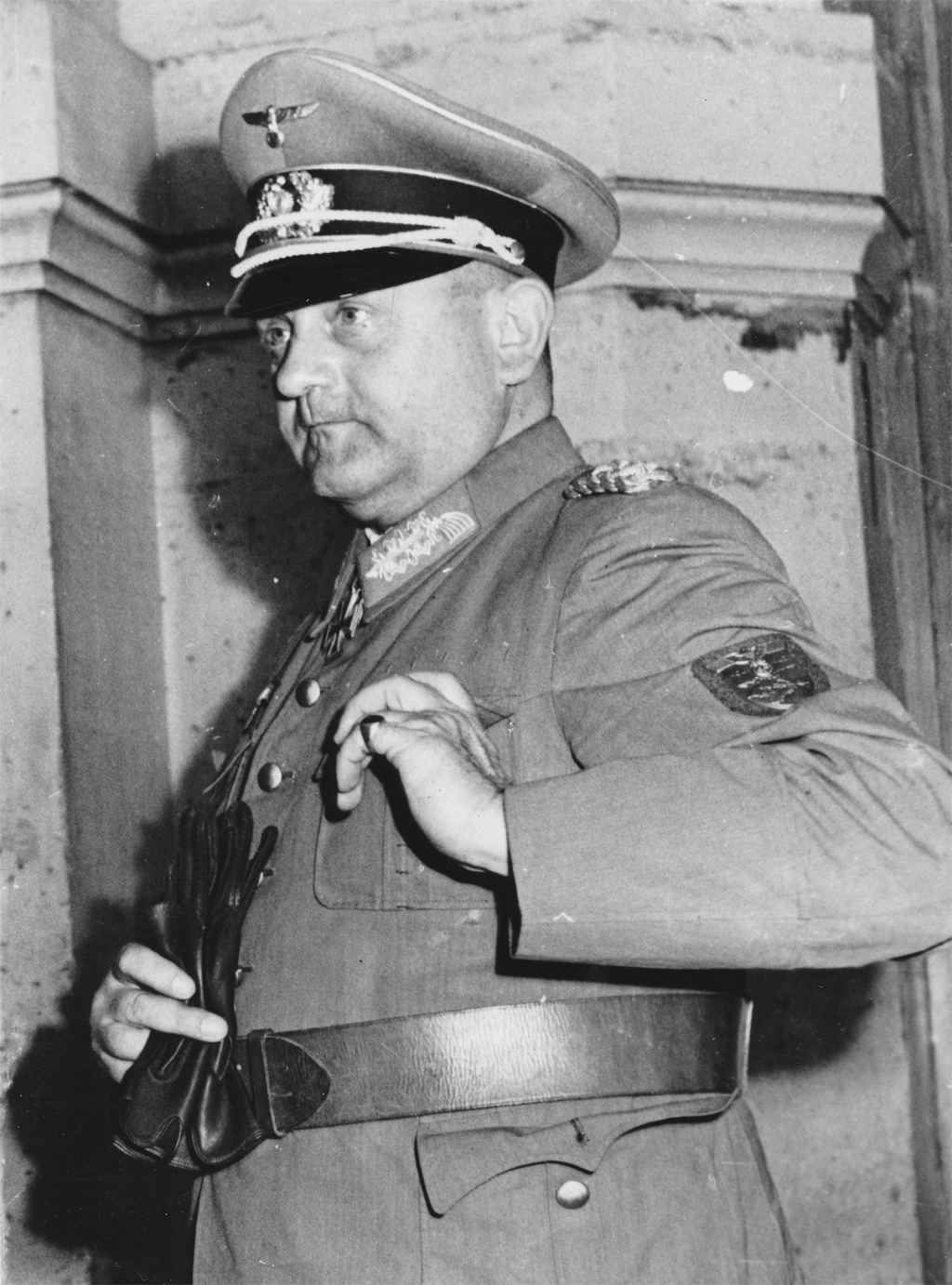
Il colonnello Dietrich von Choltitz guidò l'attacco del suo reggimento al forte "Stalin". Nella foto è visibile lo Scudo di Crimea sulla manica sinistra della giubba dell'ufficiale.

Il forte Stalin venne attaccato dall'esperta 22ª Divisione fanteria del generale Wolff, che già era stata impegnata in quel settore nel 1941, ma il primo assalto il 9 giugno non ebbe successo; il 13 giugno il secondo attacco venne sferrato dal 16º reggimento della divisione, reclutato in Bassa Sassonia, e guidato dal capace colonnello Dietrich von Choltitz. I due battaglioni del reggimento subirono perdite elevatissime nei combattimenti per la conquista del forte, i difensori sovietici si batterono fino all'ultimo con particolare accanimento in mezzo alle macerie e solo pochi superstiti, feriti e esausti, si arresero. Fu necessario l'intervento dei pionieri d'assalto con cariche esplosive e lanciafiamme. Nel tardo pomeriggio del 13 giugno, i tedeschi conquistarono definitivamente il forte Stalin ridotto in rovina.
Nei giorni seguenti continuarono gli attacchi tedeschi alle postazioni fortificate del fronte settentrionale della piazzaforte ma senza ottenere risultati mentre le perdite diventavano sempre più elevate; i comandi subordinati richiesero rinforzi, ma il generale von Manstein sapeva di non poter fare conto sull'arrivo di rinforzi, quindi decise di insistere, riorganizzare il suo schieramento e sferrare un nuovo assalto il 17 giugno: la 132ª Divisione fanteria bavarese, particolarmente indebolita dalle perdite, venne ritirata dalla prima linea e sostituita dalla 24ª Divisione fanteria sassone che si schierò sulla destra della 22ª Divisione fanteria.

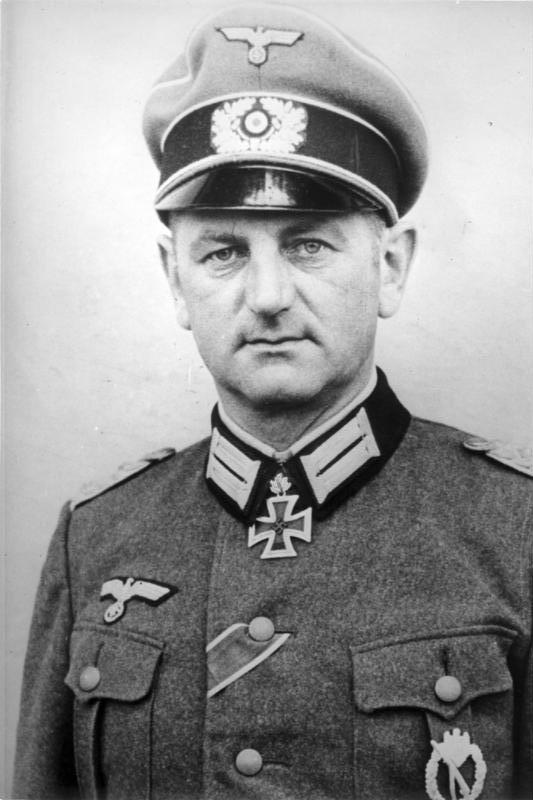
Il colonnello Otto Hitzfeld, comandante del 213º reggimento fanteria.

Il 17 giugno ebbe inizio il nuovo attacco nel settore settentrionale dove vennero messi in azione due potenti mortai da 355 mm del 641º gruppo d'artiglieria motorizzata; con l'impiego di granate speciali, gli artiglieri tedeschi riuscirono, dopo il fallimento dei proiettili dirompenti, a fracassare la cupola corazzata del forte Maksim Gorkij I e ridussero al silenzio le batterie di cannoni sovietici da 305 mm. L'attacco venne sferrato subito dopo dal 213º reggimento fanteria del colonnello Otto Hitzfeld; i tedeschi guadagnarono terreno e occuparono le posizioni fortificate, ma la guarnigione dentro il forte si difese strenuamente fino all'ultimo. Intervennero anche i pionieri d'assalto del 24º battaglione del genio che dovettero aprirsi una via d'acceso con gli esplosivi e poi furono costretti a combattere in ogni piano del forte sotterraneo per snidare i tenaci difensori. Dopo sanguinosi combattimenti che si prolungarono per ore, i tedeschi finalmente si avvicinarono alla centrale di comando del forte che gli ultimi soldati sovietici fecero saltare in aria piuttosto che arrendersi; della guarnigione sovietica di 1000 uomini, sopravvissero solo 40 feriti.
Contemporaneamente al drammatico combattimento nel forte Maksim Gorkij I, erano in corso altri violenti scontri nel settore fortificato settentrionale e, a prezzo di forti perdite, i tedeschi riuscirono a guadagnare progressivamente terreno: i soldati del 31º Reggimento fanteria, appartenente alla 24ª Divisione fanteria sassone, conquistarono in successione i forti GPU, Molotov e Ceka, mentre sulla sinistra la 22ª Divisione fanteria occupò con il 65º Reggimento fanteria, rinforzato da una batteria di cannoni d'assalto, il forte Siberia, e con il 16º Reggimento fanteria, i forti Volga e Urali. Il 19 giugno 1942 furono i soldati della 22ª Divisione fanteria della Bassa Sassonia che raggiunsero per primi la baia di Severnaja.
Mentre la 50ª Divisione fanteria del Meclemburgo e i reparti da montagna rumeni si aprivano faticosamente la strada da nord-est verso l'altura Gajtani e raggiungevano a loro volta la parte orientale della baia di Severnaja, la battaglia era in corso anche a sud dove le divisioni del 30º Corpo d'armata erano in azione dall'11 giugno. Tre divisioni attaccavano attraverso la strada maestra che correva lungo la costa meridionale in un terreno brullo, accidentato e molto irregolare; l'obiettivo più importante erano le colline di Sapun che avrebbero aperto la strada per la parte meridionale della città. I difensori sovietici avevano organizzato estese posizioni fortificate e trincerate ed opposero forte resistenza in una serie di postazioni tattiche importanti costituite sul terreno roccioso che i reparti d'assalto tedeschi dovettero conquistare uno dopo l'altro. I reparti della 72ª Divisione fanteria riuscirono, dopo estenuanti combattimenti, a occupare le postazioni identificate come "proboscide nord", "monte della cappella", grotte di Kamari, mentre i reparti di fanteria leggera della 28ª Divisione furono impegnati per giorni nella conquista del forte di Balaklava che costò molte perdite. Le unità tedesche, guidate da esperti comandanti come il sottotenente Koslar e i marescialli Hindemith e Keding, alla fine occuparono anche le posizioni segnalate come "girino", "cinabro I-II-III" e "collina delle rose", ma subirono un costante logoramento nei continui e sfibranti combattimenti.
I soldati della 11. Armee facevano lenti ma costanti progressi, tuttavia il generale von Manstein era preoccupato e comprendeva che l'esito della battaglia era ancora incerto a causa della stanchezza delle sue truppe e dell'esaurimento della loro capacità offensiva. Egli quindi segnalò la situazione difficile all'alto comando tedesco e richiese che le potenti forze aeree dell'8º Corpo, di cui era prevista la partenza per essere impiegate nell'operazione Blu, fossero mantenute a disposizione della sua armata. L'OKH finì per accogliere la richiesta del generale e gli aerei d'attacco tedeschi rimasero in Crimea; l'11. Armee ricevette anche il rinforzo di tre nuovi reggimenti di fanteria.
Il 19 i tedesco-rumeni conquistarono il Monte dell'aquila. Il 20, conquistando il Lenin, la fanteria dell'Asse riuscì ad arrivare al mare, presso il porto.
I difensori si trovarono così divisi in due sacche. Da quel momento Sebastopoli cessò di essere una minaccia, tanto che il 25 i tedeschi poterono far iniziare la campagna d'estate nel Caucaso. Nella terza decade di giugno l'assedio di Sebastopoli entrò nella sua fase finale, i tedeschi occuparono il porto della città, impedendo l'afflusso di qualsiasi rifornimento alla guarnigione. Il 27 quasi ogni resistenza era cessata, l'ultimo forte, Malakoff, cadde il 29. Alcune sacche di resistenza però resistettero fino al 3 luglio. La conquista della città, che all'epoca rappresentava la più grande fortezza del mondo, venne celebrata sia in Germania che dalla stampa italiana. Le perdite dell'Asse furono pesanti, sebbene inferiori ai 300000 uomini, che secondo la propaganda russa sarebbero stati uccisi e feriti, ma l'Armata Rossa pagò il coraggio dei suoi uomini con il totale annientamento della guarnigione e la cattura di 90000 prigionieri.

## Le forze in campo

### Asse
L'11. Armata dello Heer era comandata da Erich von Manstein. All'epoca dell'assalto finale nel giugno 1942 l'armata comprendeva nove divisioni tedesche, in due corpi, ed un corpo d'armata rumeno. L'Oberkommando der Luftwaffe distaccò l'VIII. Fliegerkorps della Luftflotte 4, su nove stormi ("Geschwader") e 600 aerei, al comando del Generaloberst Wolfram Freiherr von Richthofen. Il supporto navale era fornito dalla 101ª Flottiglia MAS della Regia Marina italiana, al comando dell'ammiraglio Francesco Mimbelli, composta da quattro torpediniere, MTM, sei sommergibili tascabili Classe CB e diversi MAS; questo reparto fu la sola forza navale schierata dall'Asse durante l'assedio. Anche se la Bulgaria non era ufficialmente in guerra contro l'Unione sovietica, le sue forze navali collaboravano strettamente con i tedeschi e, pur non partecipando direttamente ai combattimenti, fornirono le basi per il comando navale alleato nel Mar Nero.

### Unione Sovietica

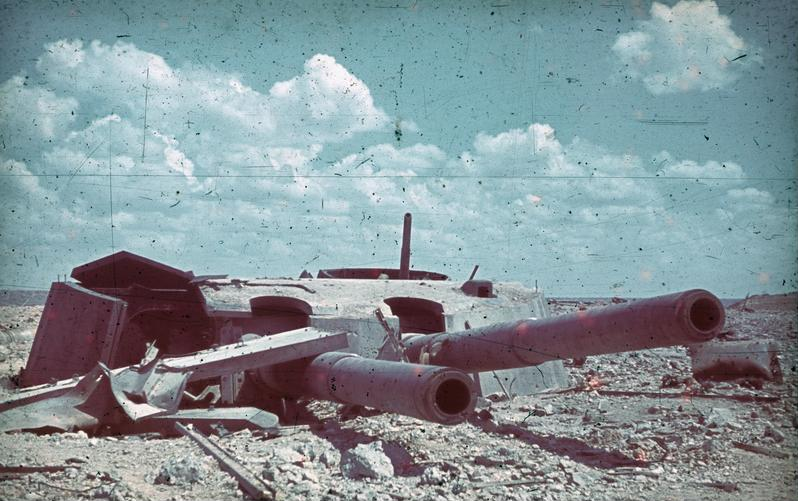
Cannoni navali del forte Maxim Gorky distrutti

La difesa di Sebastopoli era affidata principalmente alla Flotta del Mar Nero ed all'Armata costiera indipendente, al comando del generale Ivan Yefimovich Petrov. Come misura d'emergenza la Flotta del Mar Nero inviò 49372 marinai, non addestrati al combattimento di fanteria, a combattere a terra. Furono formate brigate navali da 4-8 battaglioni, ognuno su 4000 uomini. Questo personale navale, ben armato ed equipaggiato con vari tipi di artiglierie e mortai, costituivano il 20% dell'Armata costiera indipendente. In quest'ultima, le divisioni più potenti erano la 95ª, 109ª, 172ª e 388ª Divisione fucilieri, ognuna forte di circa 7000 uomini. Il resto delle forze dell'Armata rossa comprendeva 5000 uomini, oltre ad altri 5000 uomini arruolati dentro la città di Sebastopoli. L'armata di Petrov scarseggiava però di carri armati e armi contraerei, oltre che di viveri e munizioni per i mortai, e le inefficienti comunicazioni tra i comandi e i reparti al fronte impedivano a Petrov di rispondere rapidamente alle iniziative avversarie.

### Ordini di battaglia

#### Asse
- 11. Armee (Wehrmacht)
  - 306º Comando artiglieria d'armata[16]
    - 672º Battaglione artiglieria (elementi) — un Schwerer Gustav
    - 833º Battaglione mortai pesanti — due Karl-Gerät
    - 688ª Batteria artiglieria ferroviaria — tre 28 cm lg.Br.K.
    - 458ª Batteria artiglieria pesante— un Škoda 42 cm Vz. 1914
    - 459º Battaglione artiglieria pesante — un 42 cm Gamma Mörser
    - 741º Battaglione artiglieria - quattro 28 cm Hb.
    - 742º Battaglione artiglieria - quattro 28 cm Hb.
    - 743º Battaglione artiglieria - quattro 28 cm Hb.
    - 744º Battaglione artiglieria — due 28 cm Küst.Hb.
    - 624º Battaglione artiglieria pesante — sei 30,5 cm Mrs. (t) e nove 21 cm Mörser 18
    - 641º Battaglione artiglieria pesante — quattro 30,5 cm Mrs. (t) e un 35,5 cm Haubitze M1
    - 815º Battaglione artiglieria pesante — sei 30,5 cm Mrs. (t)

  - LIV. Armeekorps[17]
    - 22. Luftlande Infanterie-Division
    - 24. Infanterie-Division
    - 50. Infanterie-Division
    - 132. Infanterie-Division

  - XXX. Armeekorps[17]
    - 28. Jäger-Division
    - 72. Infanterie-Division
    - 170. Infanterie-Division
- Luftwaffe[12]
  - Luftflotte 4
    - VIII. Fliegerkorps
      - Lehrgeschwader 1
      - Kampfgeschwader 26
      - Kampfgeschwader 51
      - Kampfgeschwader 55
      - Kampfgeschwader 76
      - Kampfgeschwader 100
      - Sturzkampfgeschwader 77
      - Jagdgeschwader 77
      - Jagdgeschwader 3
      - Jagdgeschwader 52
- Esercito rumeno[18]
  - Vânători de munte
    - 1ª Divisione da montagna
    - 4ª Divisione da montagna
    - 18ª Divisione da montagna
- Regia Marina italiana[18]
  - 4ª Flottiglia MAS

#### Unione sovietica
Armata rossa:
- Difesa costiera
  - 12 battaglioni
  - 3 batterie
- I Settore di difesa
  - 109ª Divisione fucilieri
  - 388ª Divisione fucilieri
- II Settore di difesa
  - 386ª Divisione fucilieri
  - 7ª Brigata fanteria di marina
- III Settore di difesa
  - 25ª Divisione fucilieri
  - 345ª Divisione fucilieri
  - 8ª Brigata fanteria di marina
  - 79ª Brigata fanteria di marina
- IV Settore di difesa
  - 95ª Divisione fucilieri
  - 172ª Divisione fucilieri

Aeronautica e Aviazione navale:
- 3º Gruppo speciale
- 6º Reggimento caccia navale della Guardia Guards Naval Fighter Regiment
- 9º Reggimento caccia navale
- 247º Reggimento caccia
- 18º Reggimento d'attacco
- 23º Reggimento aviazione
- 32º Reggimento caccia della Guardia
- 116º Reggimento ricognizione marittima

Flotta del Mar Nero:
- una nave da battaglia
- due incrociatori pesanti
- un incrociatore leggero
- due cacciatorpediniere conduttori
- sei cacciatorpediniere
- nove dragamine
- una guardaporto
- 24 sottomarini

## L'impiego delle artiglierie
A Sebastopoli la Wehrmacht usò i più grandi pezzi d'artiglieria della storia moderna, tre in particolare:
- Il mortaio Gamma, da 427 mm, con una gittata di 14 km e proiettili del peso di 923 kg.
- Tre veicoli della serie Karl-Gerät Thor, Odino ed un altro (i demolitori di Brest-Litovsk), con un calibro di 600 mm, una canna lunga 4,2 metri, in grado di sparare colpi del peso di 2 t.
- Lo Schwerer Gustav, un cannone montato su due pianali ferroviari, che necessitava di 4120 fra serventi e addetti. Lo Schwerer Gustav aveva un calibro di 800 mm, con una canna lunga 32,5 metri ed era in grado di lanciare in un'ora tre proiettili da 4,5 t a 45 km, oppure di lanciare proiettili perforanti da 7,2 t a 38 km. Durante il suo impiego a Sebastopoli sparò solo 48 colpi, ma gli effetti dello Schwerer Gustav erano devastanti. Al Golfo di Severnaja, un solo proiettile dello Schwerer Gustav distrusse un deposito di munizioni protetto da 30 metri di terra e cemento, provocando centinaia di vittime tra le truppe sovietiche.

## Bilancio finale
I tedeschi dichiararono di aver catturato oltre 90000 soldati sovietici. Secondo le fonti sovietiche, la guarnigione sovietica che difendeva Sebastopoli ammontava a 106000 uomini all'inizio dell'assedio; successivamente vennero in aiuto altri 3000 uomini durante l'attacco tedesco. Su ordine di Stalin, furono evacuate 25157 persone, molte delle quali erano soldati feriti o ufficiali.

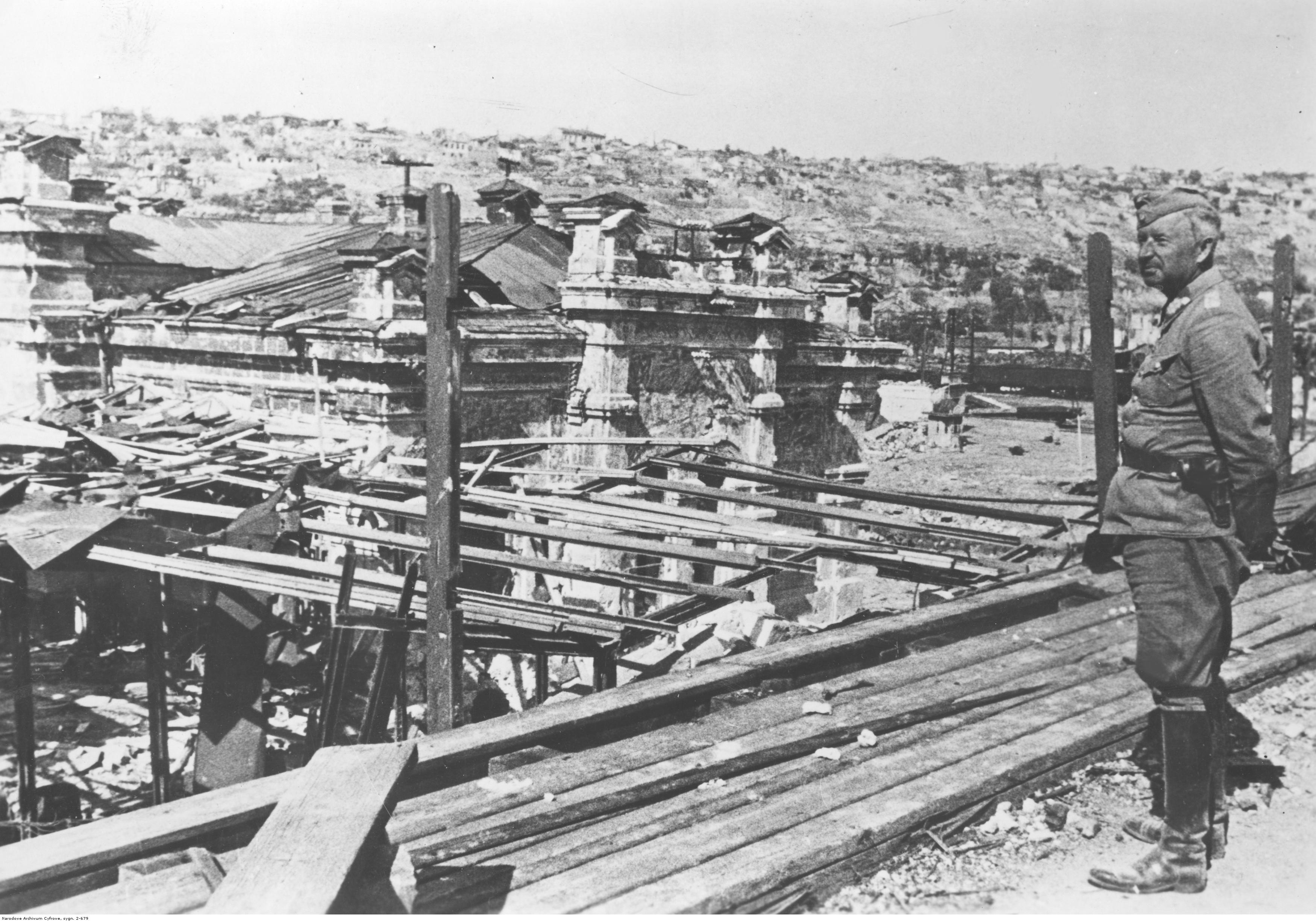
Il neo-feldmaresciallo Erich von Manstein osserva le rovine di Sebastopoli al termine della battaglia.

Dal 2 giugno al 3 luglio, l'8° Fliegerkorps della Luftwaffe effettuò 23751 missioni e sganciò 20528 tonnellate di bombe. L'artiglieria tedesca dello Heer inizialmente sparò 46750 tonnellate di proiettili, ma nel giro di un mese il fronte complessivo dell'Asse raggiunse la quota di 67278 La Luftwaffe sostenne di aver distrutto 611 veicoli leggeri, 123 velivoli (18 a terra), 38 pezzi d'artiglieria, 10 carri armati, una locomotiva e una chiatta. Vennero distrutte anche 48 batterie d'artiglieria, 28 caserme ed edifici industriali, 20 bunker, 11 depositi di munizioni, 10 depositi di carburante, un ponte e un punto di osservazione. Centinaia di veicoli vennero danneggiati, tra cui 7 pezzi d'artiglieria e 43 batterie d'artiglieria. Gli attacchi aerei tedeschi affondarono 10800 tonnellate di navi sovietiche, tra cui 4 cacciatorpediniere, un sottomarino, 3 torpediniere, 6 navi mercantili e 4 navi da carico. 12000 tonnellate di navi furono danneggiate, tra cui 2 cacciatorpediniere e 10 navi mercantili.

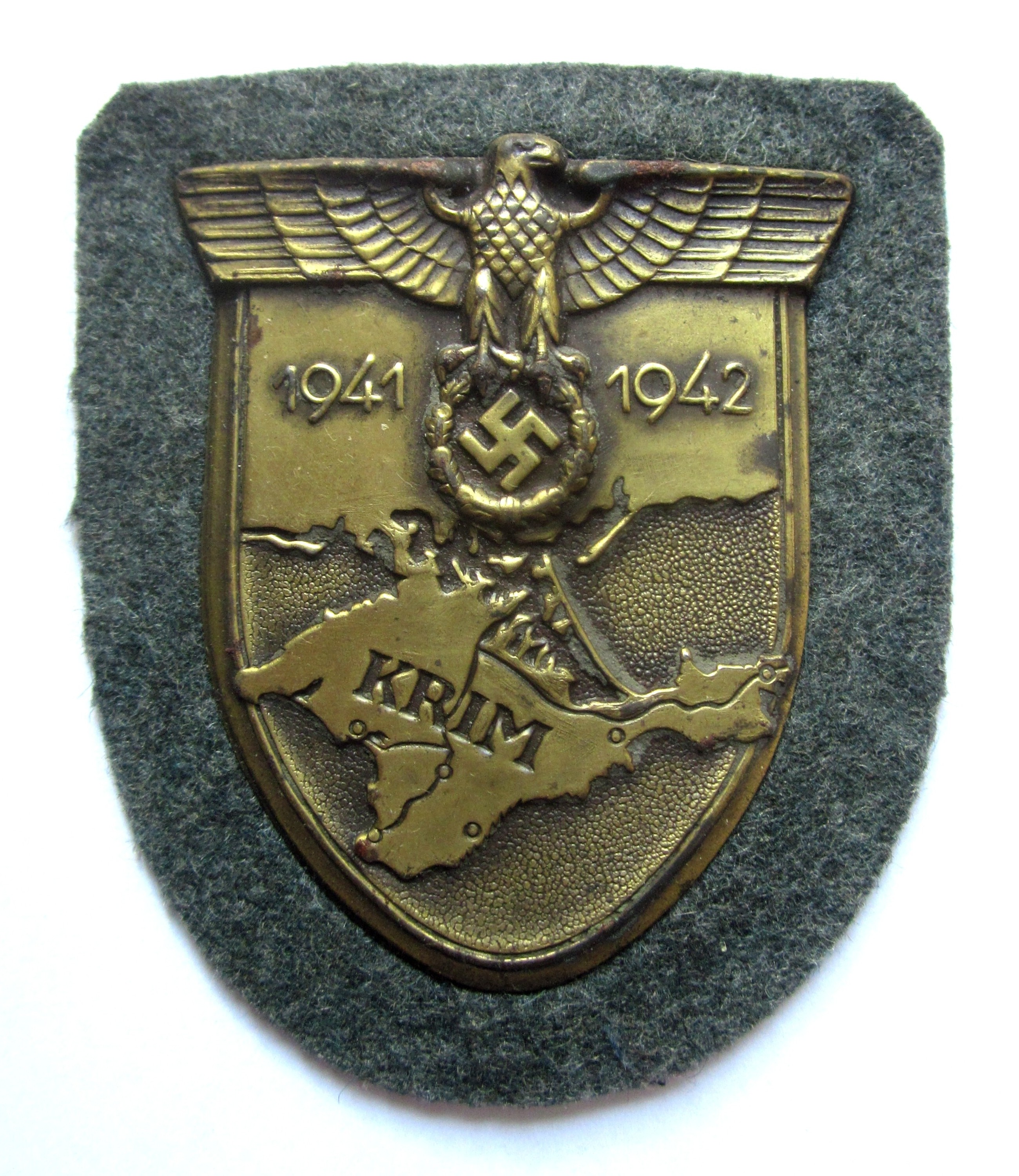
Lo scudo di Crimea venne assegnato a tutto il personale militare tedesco partecipante alla campagna di Crimea.

Nonostante l'esito vittorioso per i tedeschi, l'operazione richiese molto più tempo rispetto a quello pianificato dai tedeschi stessi. L'avanzata strategica della Heeresgruppe Süd con l'Operazione Blu verso Stalingrado e il Caucaso era ancora agli albori e l'offensiva tedesca ancora non aveva la 11. Armee in aiuto.
Hitler in realtà sembrò molto soddisfatto per la conclusione vittoriosa dell'assedio di Sebastopoli ed esaltò la presunta superiorità del soldato tedesco affermando che "nessun altro esercito al mondo al di fuori di quello tedesco sarebbe riuscito a portare a termine la missione". Inoltre il Fuhrer vide confermate dallo svolgimento della battaglia le sue considerazioni sull'importanza decisiva della potenza di fuoco soprattutto nella guerra d'assedio e, ben lontano dal preoccuparsi per il mancato impiego della 11. Armee nel Caucaso, in agosto avrebbe deciso il suo trasferimento nel settore di Leningrado per sferrare, con le sue divisioni veterane e le sue artiglierie pesanti, l'attacco finale alla grande città assediata.
Fin dal 1º luglio 1942 Hitler aveva promosso il generale von Manstein, "per l'eccezionale e meritorio servizio nelle vittoriose campagne in Crimea", al grado di feldmaresciallo; contemporaneamente il Fuhrer annunciò di voler premiare gli "eroici sforzi delle truppe combattenti" con la creazione di uno scudo commemorativo che sarebbe stato assegnato a tutti i soldati partecipanti alla campagna di Crimea. Da parte sua il feldmaresciallo von Manstein nelle sue memorie esaltò il comportamento e il coraggio dei suoi soldati, scrivendo di imprese "meritevoli di un poema epico", ma criticò fortemente la decisione di Hitler di trasferire le sue esperte divisioni nel settore settentrionale senza concentrare tutte le forze per completare con successo l'operazione Blu e conseguire gli obiettivi strategici nel Caucaso.

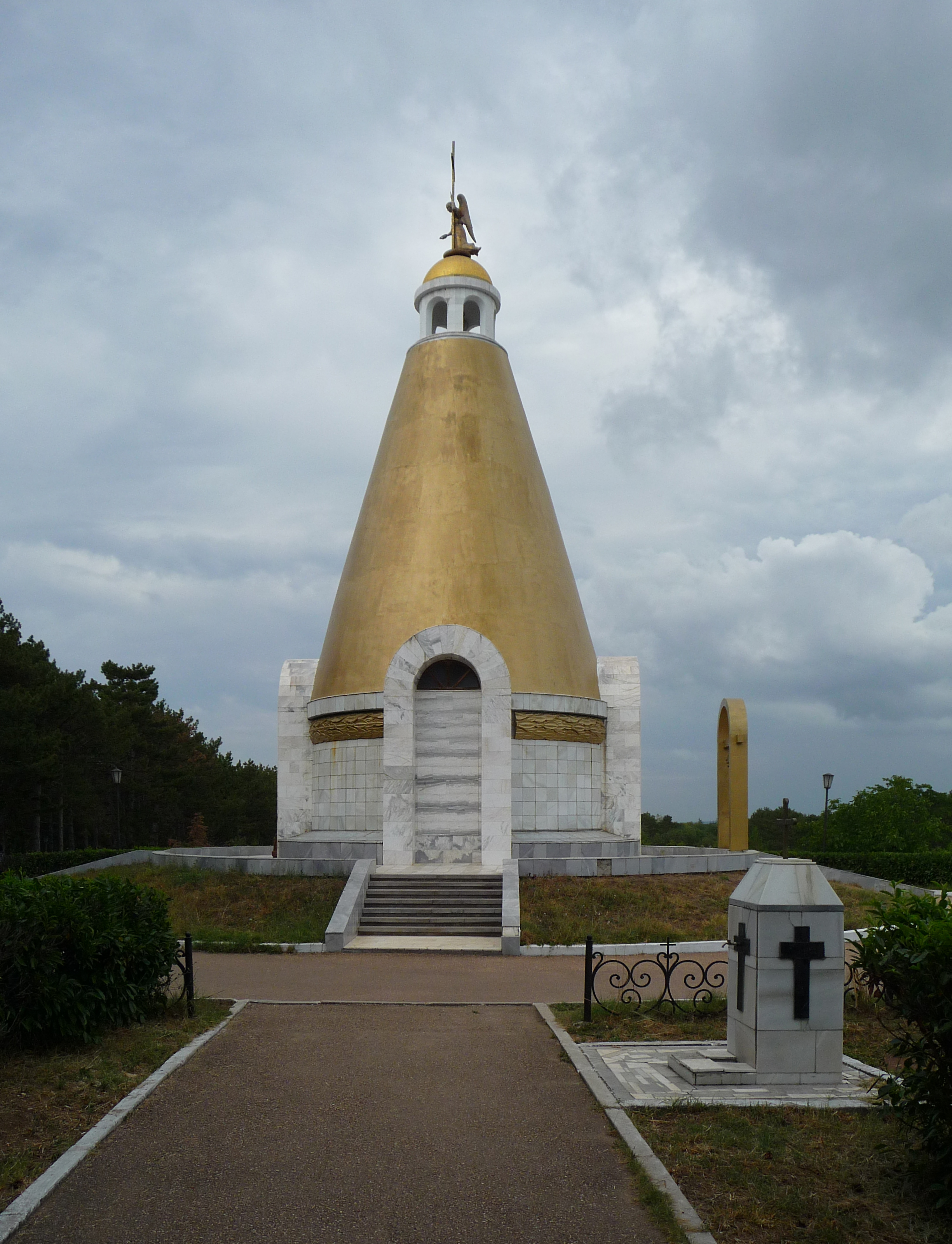
Monumento in memoria dei caduti sovietici

Dalla parte sovietica la battaglia finale e l'intero assedio di Sebastopoli rappresentarono un esempio di fermezza, di tenacia e di capacità di resistenza che ben presto venne a sua volta esaltato dalla propaganda per rinsaldare il morale dell'esercito e della popolazione in una fase critica della guerra. Nelle settimane della durissima battaglia venne enfatizzato il coraggio dei soldati sovietici in combattimento in inferiorità numerica e materiale; si scrisse di "immortale gloria di Sebastopoli" e di "simbolo dell'orgoglio sovietico". La prolungata ed efficace resistenza della guarnigione assediata venne contrapposta polemicamente alla rapida resa delle truppe britanniche assediate a Tobruk in Africa settentrionale il 21 giugno 1942. I soldati sovietici non "giocavano alla guerra", combattevano "una lotta per la vita e per la morte". Attraverso esagerazioni sui dati delle perdite inflitte ai tedeschi e con il racconto di esempi di eroismo individuale, l'assedio di Sebastopoli venne quindi trasformato in una vittoria morale dell'Unione Sovietica. Si segnalò inoltre che tenendo impegnata tanto a lungo la potente 11. Armee, la guarnigione aveva influito anche strategicamente sulla campagna dell'estate 1942 contribuendo a indebolire lo schieramento tedesco nel settore meridionale.
Alla città sarebbe stato assegnato nel 1945 il titolo di "città eroina"; solo quattro città sovietiche ricevettero questo glorioso riconoscimento durante il corso stesso della seconda guerra mondiale: oltre a Sebastopoli, Leningrado, Odessa e Stalingrado